# Garth Pillsbury
Garth Pillsbury (* 8. Mai 1938 in New York City) ist ein US-amerikanischer Schauspieler und Kameramann.

## Leben
Ab Mitte der 1960er Jahre war Pillsbury regelmäßig in Fernsehrollen zu sehen, wechselte in den 1970er Jahren ins Kino und unterbrach seine Karriere schließlich für 15 Jahre.
Nach eigenen Angaben arbeitet er derzeit für die Stadt Los Angeles als Fotograf, nachdem er Mitte der sechziger Jahre sein Interesse für Fotografie entdeckt hatte.

## Filmografie
als Schauspieler:
- 1966: 12 O’Clock High (TV-Serie)
- 1966: Tennisschläger und Kanonen (TV-Serie)
- 1966/1967: FBI (TV-Serie)
- 1967: Invasion von der Wega (TV-Serie)
- 1967: Gefährlicher Alltag (TV-Serie)
- 1968: Vixen! (Ohne Gnade – Schätzchen)
- 1967/1969: Star Trek (TV-Serie)
- 1970: Blumen ohne Duft
- 1975: If You Don't Stop It... You'll Go Blind!!!
- 1975: Supervixens – Eruption
- 1976: Goodbye, Norma Jean
- 1978: Wie Engel in der Hölle
- 1979: Diane – Herrin des Dschungels (Mistress of the Apes)
- 1981: The Loch Ness Horror
- 1989: Goodnight, Sweet Marilyn
- 2004: The Copper Scroll of Mary Magdalene
- 2007: Blind Spot
- 2007: Lucky Clown

als Kameramann:
- 2008: Driver's End